# Pedro Pascasio Noriega
Pedro Pascasio Noriega (Moyobamba, Virreinato del Perú; 23 de agosto de 1790-Moyobamba, Comandancia General de Maynas; 11 de abril de 1821) fue un comerciante y prócer peruano conocido especialmente por su papel protagónico en el levantamiento de Moyobamba y por consecuente en la guerra de Maynas.

## Biografía
Pedro Pascasio Noriega y Muñoz nació en Moyobamba, un 23 de agosto de 1790 en el seno de una familia de linaje noble y tradición militar. Su padre, Juan Félix González de Noriega, fue gobernador de Moyobamba en 1794, y su madre, Fabiana de Muñoz pertenecía a la nobleza española. Desde su bautizo, el cual se dio el mismo día de su nacimiento, se hacía un paréntesis en su nobleza y limpieza de sangre. Algo común en la época, sobre todo para quienes buscaban un futuro en órdenes militares. Este fue caso de su abuelo, Juan Joseph González de Noriega, Maestre de Campo y quien fue además Teniente General de Moyobamba en 1746.
En su juventud, Pedro Pascasio estudió en el Convictorio de San Carlos, en Lima. Ahí algunos historiadores conjeturan que pudo haber sido discípulo de Toribio Rodríguez de Mendoza, sin embargo, no hay datos que puedan evidenciar con certeza dicha afirmación. Tras sus estudios, se desenvolvió como un próspero comerciante de telas, lo que le llevó a viajar por la selva alta y baja, así como la costa peruana. Es posible que este acercamiento a ideas liberales durante sus estudios, así como el conocer la realidad colonial peruana durante sus viajes lo haya llevado a desarrollar ideas afines a las independentistas.

## Rol en la causa patriota
En 1820, llegó la Expedición Libertadora de San Martín. Esto motivó a Noriega a viajar a Paracas. Se dice que ahí se reunió con San Martín, sin embargo es posible que en realidad haya sido en la ciudad de Huaura. Tras su reunión, el libertador lo dirigió a Trujillo, donde José Bernardo de Tagle le asignó una pequeña tropa de 40 hombres con el objetivo de sublevar Chachapoyas y Maynas. 
En camino a su misión, Noriega conoció al teniente José Matos. Teniente español quien era secretario del gobernador de la Comandancia de Maynas. Este se hizo pasar por patriota para conseguir información del plan de Noriega así como para ofrecerse a comandar a los hombres que se le habían encomendado, a lo que Pedro aceptó. A fines de 1820, Pedro Pascasio Noriega llegó a Moyobamba, antes que Matos, y comenzó a organizar lo necesario para la proclamación de la independencia. Todo estaba listo para el 10 de abril de 1821, pero ese mismo días fue traicionado por Matos, quien tomando el control de la tropa patriota, los convenció de abandonar la causa y la subordinó bajo mando realista.
Tal acto causó que Noriega y otros 57 patriotas fueron capturados. Los simpatizantes fueron hechos prisioneros, mientras que Noriega sería ejecutado por un pelotón de fusilamiento al día siguiente, el 11 de abril de 1821, en la plaza de Moyobamba a los 30 años de edad.

## Legado y Homenajes
La muerte de Pedro Pascasio Noriega marcó el fracaso del primer intento de independencia en Moyobamba, pero también inspiró a la población local a resistir al dominio español. La resistencia creció, y tras diversas expediciones comandadas por el general rioplatense José Nicolás Arriola, se proclamó la independencia del Estado de Maynas, que finalmente se uniría al Perú.
Actualmente, Pedro Pascasio Noriega es recordado como un héroe, hijo ilustre de Moyobamba. Cada 11 de abril es conmemorado. Una de las principales calles de la ciudad lleva su nombre y además hay un busto en su honor.